# Feld-Klee
Der Feld-Klee (Trifolium campestre), auch Gelber Acker-Klee genannt, ist eine Pflanzenart aus der Gattung Klee (Trifolium) in der Unterfamilie der Schmetterlingsblütler (Faboideae) innerhalb der Familie der Hülsenfrüchtler (Fabaceae oder Leguminosae). Sie ist hauptsächlich von Europa bis Westasien und Nordafrika verbreitet.

## Beschreibung

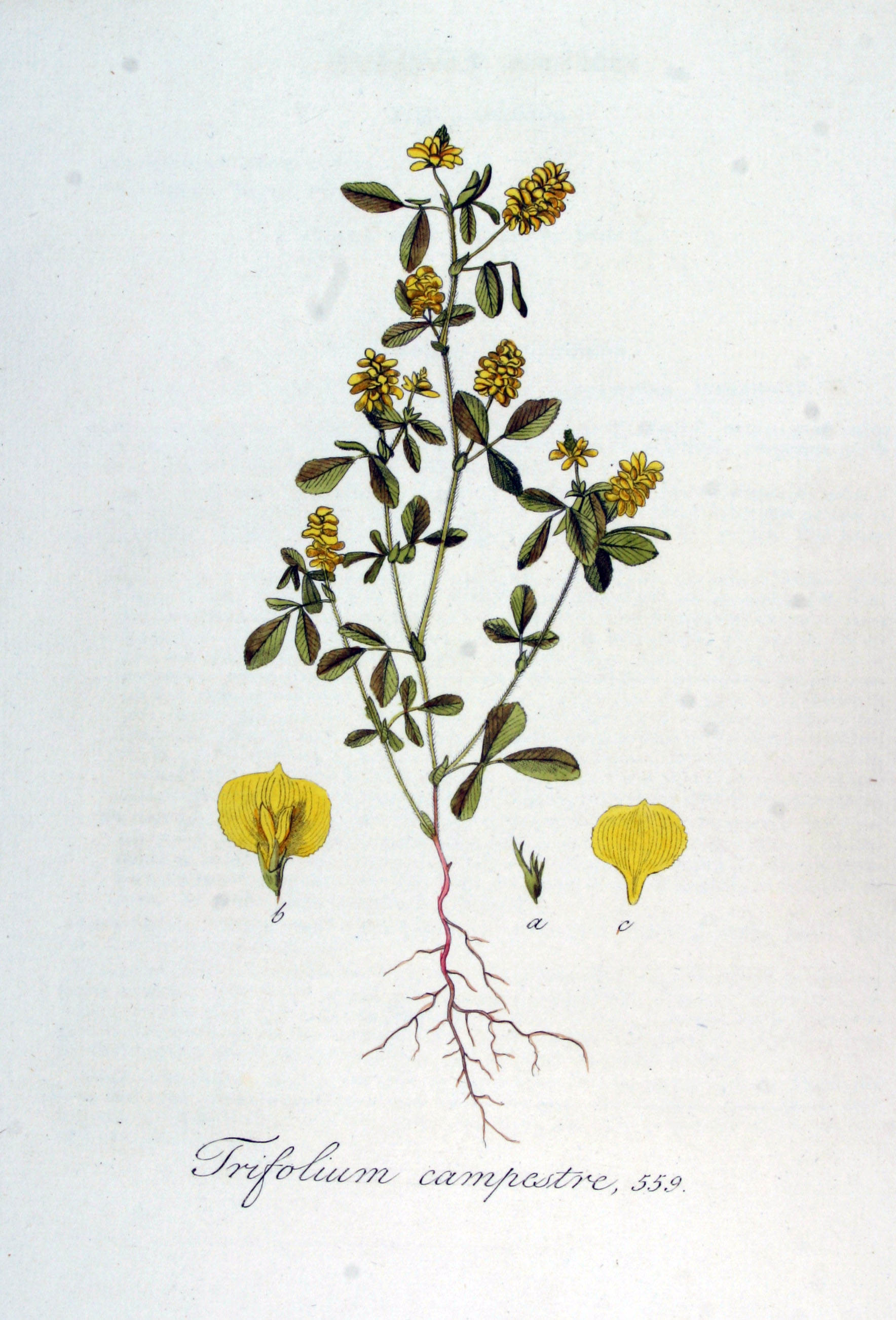
Illustration aus Flora Batava, Band 7, 1830

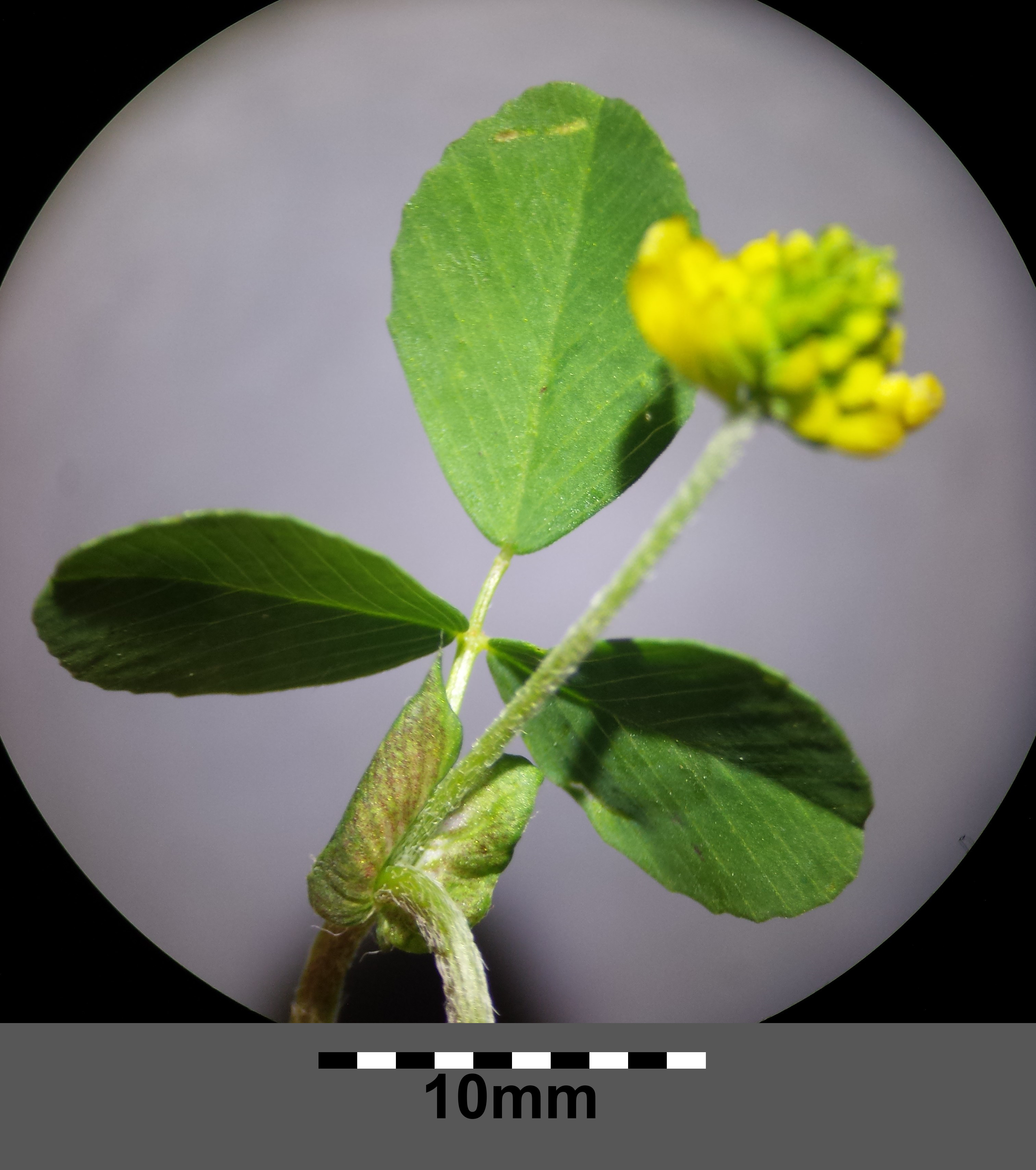
Stängel mit Laubblatt und Blütenstand. Das mittlere Blättchen ist deutlich länger gestielt als die seitlichen. Die Nebenblätter sind kürzer als der Laubblattstiel.

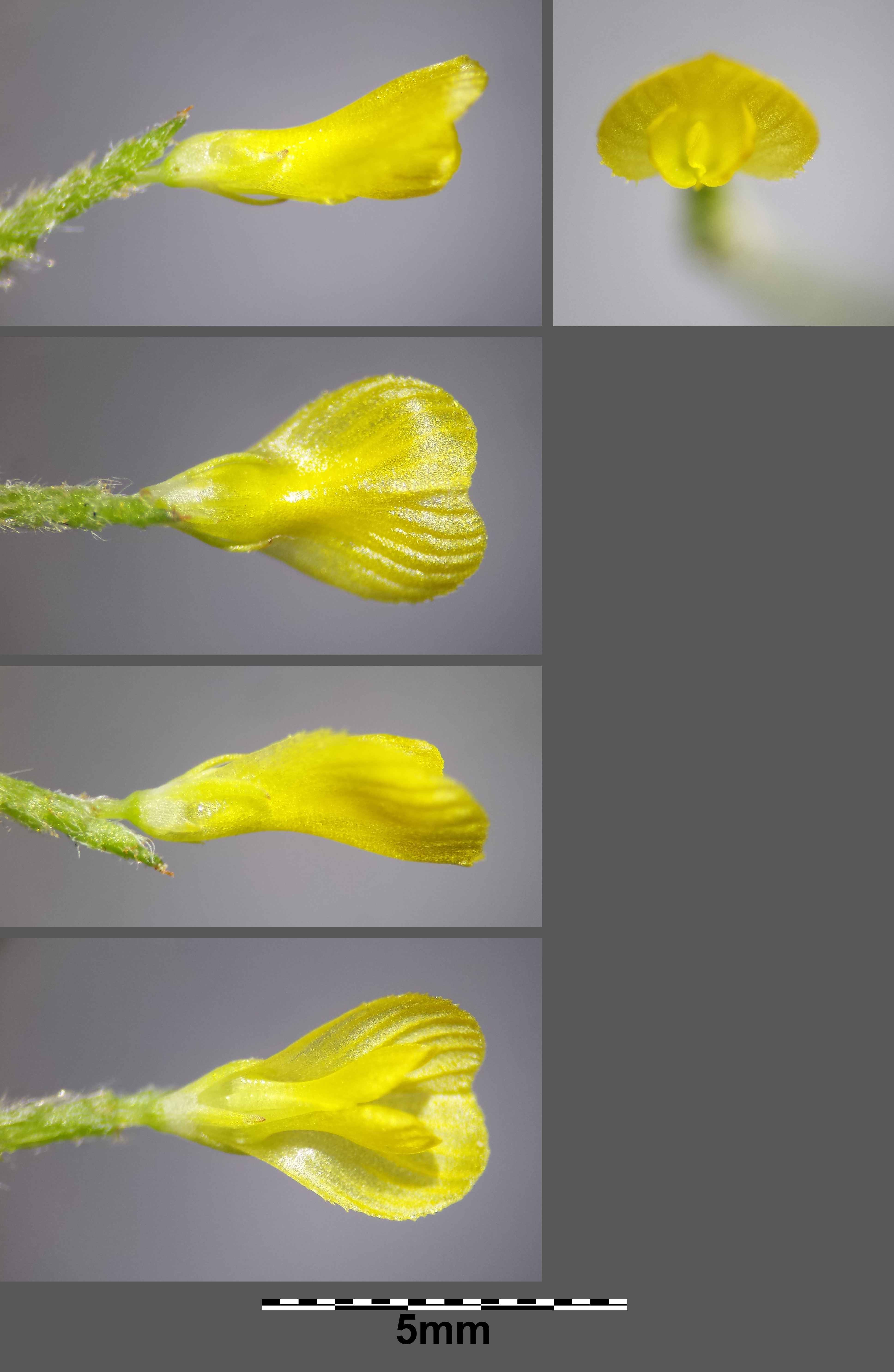
Blüte mit löffelförmiger, deutlich längsgefurchter Fahne.

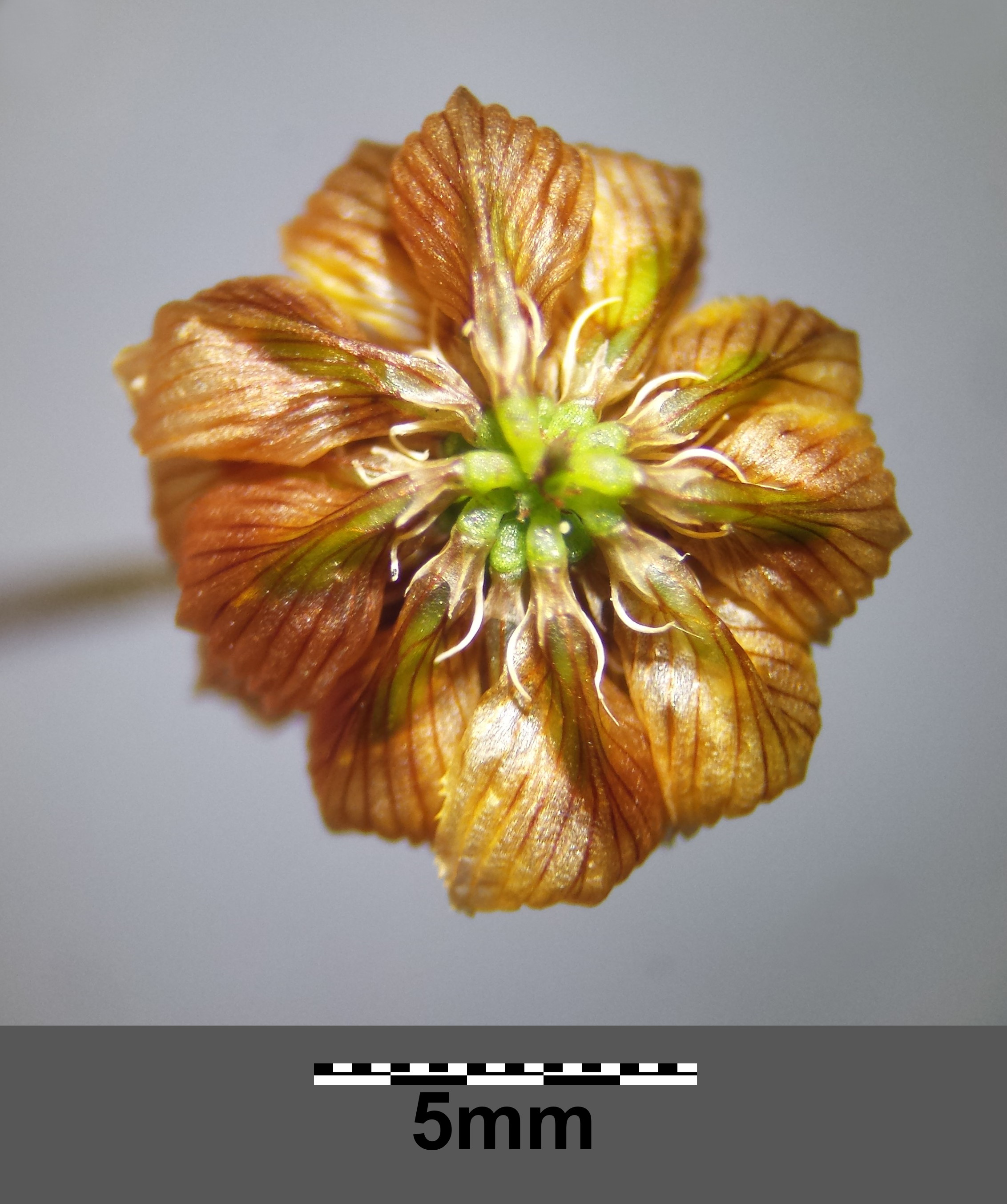
Fruchtstand: die Kronblätter vertrocknen und verfärben sich rotbraun, fallen aber nicht ab.

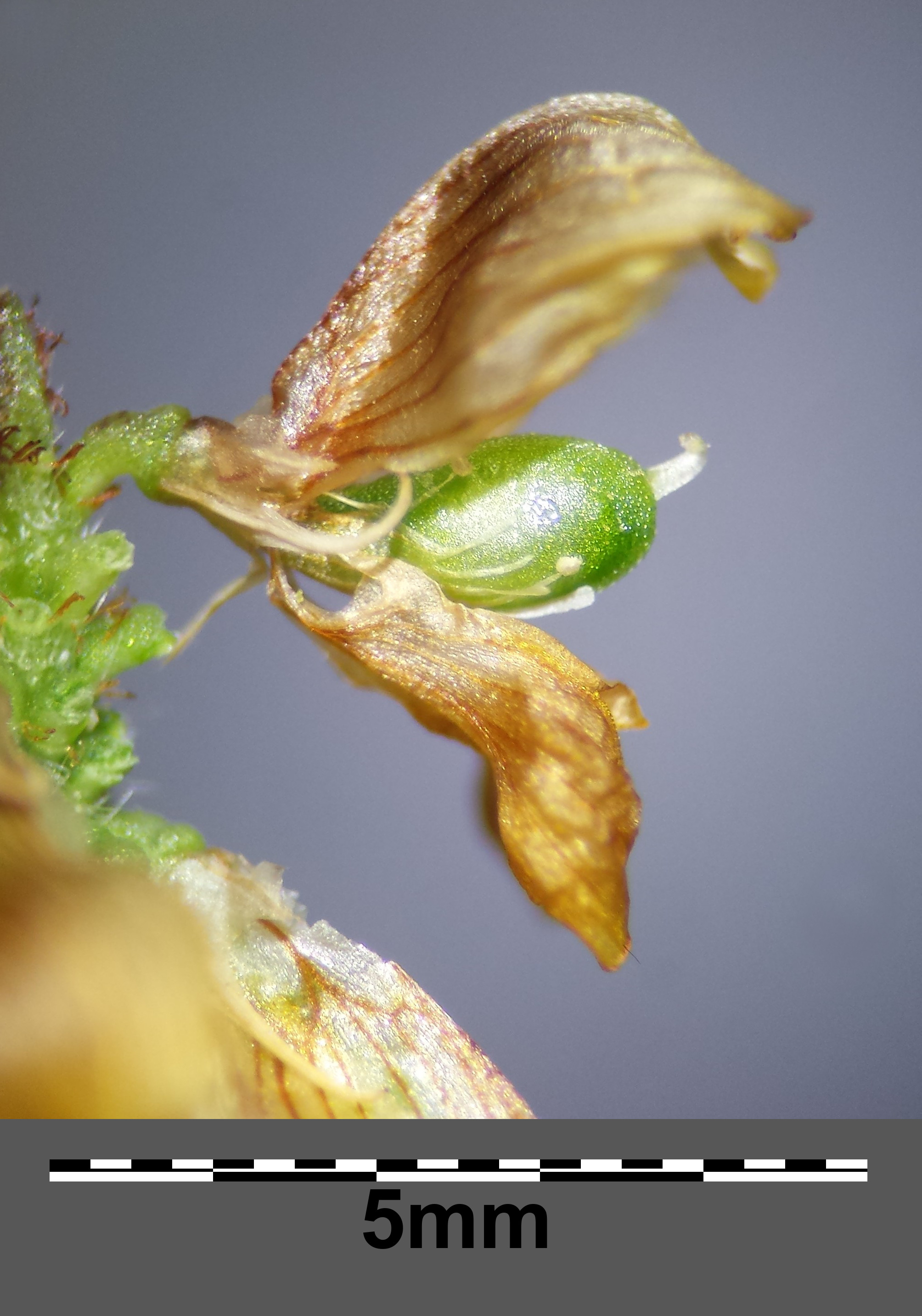
Geöffnete Blüte mit Fruchtknoten und Griffel. Der Griffel ist höchstens ein Drittel so lang wie der Fruchtknoten.

Der Feld-Klee ist hinsichtlich des Habitus, der Blütenform sowie der Blütenfarbe sehr veränderlich.

### Vegetative Merkmale
Der Feld-Klee ist eine einjährige, krautige Pflanze, die meist Wuchshöhen von 15 bis 30 Zentimetern erreicht. Der Stängel ist aufrecht bis niederliegend.
Die wechselständigen Laubblätter sind in Blattstiel und Blattspreite gegliedert. Der Blattstiel ist 6 bis 20 Millimeter lang. Die Blattspreite ist dreiteilig gefiedert. Die einzelnen Fiederblättchen sind verkehrt-eiförmig mit gestutztem oder ausgerandetem oberen Ende, wobei das mittlere deutlich länger gestielt ist als die beiden seitlichen. Die Nebenblätter sind eiförmig, am Grunde verbreitert und meist kürzer als der Blattstiel.

### Generative Merkmale
20 bis 40 Blüten stehen in einem bei meist einem Durchmesser von 7 bis 12 Millimetern mehr oder weniger eiförmigen, köpfchenförmigen, traubigen Blütenstand zusammen.
Die zwittrigen Blüten sind zygomorph und fünfzählig mit doppelter Blütenhülle. Die fünf 1 bis 3 Millimeter langen Kelchblätter sind verwachsen. Von den fünf Kronblättern sind einzelne miteinander verwachsen. Die 4 bis 6 Millimeter lange Krone besitzt die typische Form einer Schmetterlingsblüte, ist anfangs gelb und wird beim Verblühen gelbbraun. Das Schiffchen besitzt einen spitzen Schnabel. Die Fahne ist grätennervig und muschelartig gebogen, jedoch nicht gefaltet.
Die Hülsenfrucht ist 1 bis 2 Millimeter lang und 0,5 bis 1 Millimeter breit.
Die Chromosomenzahl beträgt 2n = 14.

## Ökologie und Phänologie
Der Feld-Klee ist ein Therophyt und eine Pionierpflanze.
Die Blütezeit liegt vorwiegend in den Monaten Juni bis September. Die gelben Blüten sind „Schmetterlingsblumen mit Klappmechanismus“. Sie haben Bereiche, die ultraviolettes Licht absorbieren, und solche, die es reflektieren. Dadurch wirken sie auf die Blütenbesucher zweifarbig. Bestäuber sind Honigbienen, Fliegen und Schmetterlinge. Auch spontane Selbstbestäubung ist erfolgreich.
Nach der Befruchtung senkt sich die große Fahne und verschließt den Blüteneingang.
Die Früchte sind einsamige kleine Nüsse, die von der bleibenden, bräunlichen, pergamentartigen Blütenkrone umgeben sind. Diese Blütenkrone wirkt durch Lufteinschluss als Flugorgan. Die Diasporen werden als Ballonflieger und Regenschwemmlinge ausgebreitet. Auch Zufallsverbreitung durch Huftiere ist möglich. Fruchtreife erfolgt ab Juli bis August.

## Vorkommen
Das ursprüngliche Areal von Trifolium campestre erstreckt sich von Nordafrika im Süden bis Großbritannien und südliche Fennoskandien im Norden; weiter ostwärts bis zur Ukraine, dem Kaukasusraum, Usbekistan, Iran und Kleinasien; ein isoliertes Vorkommen gibt es in Ostafrika. Der Feld-Klee kommt hauptsächlich im südlichen Mitteleuropa vor.
Der Feld-Klee fehlt in Mitteleuropa örtlich in Gebieten mit kalkarmem Gestein; im mitteleuropäischen Tiefland und im Alpenvorland fehlt er in größeren Gebieten; sonst kommt er in Mitteleuropa zerstreut vor. In Deutschland ist der Feld-Klee verbreitet und meist häufig zu finden. In Österreich kommt der Feld-Klee gebietsweise häufig, jedoch in manchen Gegenden selten vor. In der Schweiz ist der Feld-Klee im nördlichen Gebiet häufig, sonst zerstreut bis selten zu finden.
Der Feld-Klee besiedelt in Mitteleuropa Schotter, lückige, sandige Rasen, Kalk-Magerrasen, Sandfelder, Weg- und Waldränder, Böschungen, er geht auch in magere Wiesen, Weiden und in Äcker. Er steigt in den Alpen vereinzelt bis in Höhenlage von über 1800 Metern auf. In den Allgäuer Alpen steigt er in Bayern am Fuß des Breitenbergs bei Pfronten bis zu einer Höhenlage von 1000 Metern auf.
Auf mageren Wiesen gilt der Feld-Klee als gute Futterpflanze.
Der Feld-Klee gedeiht am besten auf warmen, eher trockenen, basenreichen, kalkhaltigen oder doch nicht allzu sauer reagierenden Böden, die sandig, steinig oder lehmig sein können. Er meidet stickstoffreichen Untergrund.
Nach Ellenberg ist er eine Lichtpflanze, stickstoffarme Standorte anzeigend und eine Klassencharakterart Lockerer Sand- und Felsrasen (Sedo-Scleranthetea). Er kommt manchmal auch in Pflanzengesellschaften des Verbands Mesobromion oder in trocken-warmen Arrhenatherion-Gesellschaften vor. Er ist im Mittelmeerraum eine Art der Klasse Thero-Brachypodietea.
Die ökologischen Zeigerwerte nach Landolt et al. 2010 sind in der Schweiz: Feuchtezahl F = 2+w+ (frisch aber stark wechselnd), Lichtzahl L = 4 (hell), Reaktionszahl R = 3 (schwach sauer bis neutral), Temperaturzahl T = 4 (kollin), Nährstoffzahl N = 2 (nährstoffarm), Kontinentalitätszahl K = 3 (subozeanisch bis subkontinental).

## Taxonomie
Die Erstbeschreibung von Trifolium campestre erfolgte 1804 durch Johann Christian von Schreber in Deutschlands Flora (Jacob Sturm), Abt. I, Phanerog. Band 4, S. 16. Carl von Linné hatte diese Art schon vorher beschrieben aber verschieden gefasst, sodass Linnés Name als Trifolium procumbens in Flora Suecica, 2. Auflage, S. 261, 1755 nicht dem entsprach, was er in Species Plantarum, 1. Auflage, Tomus II, S. 772, 1753 zuerst publiziert hatte. Im Interesse der Klarheit wurde daher der spätere Name von Schreber als der gültige angenommen.

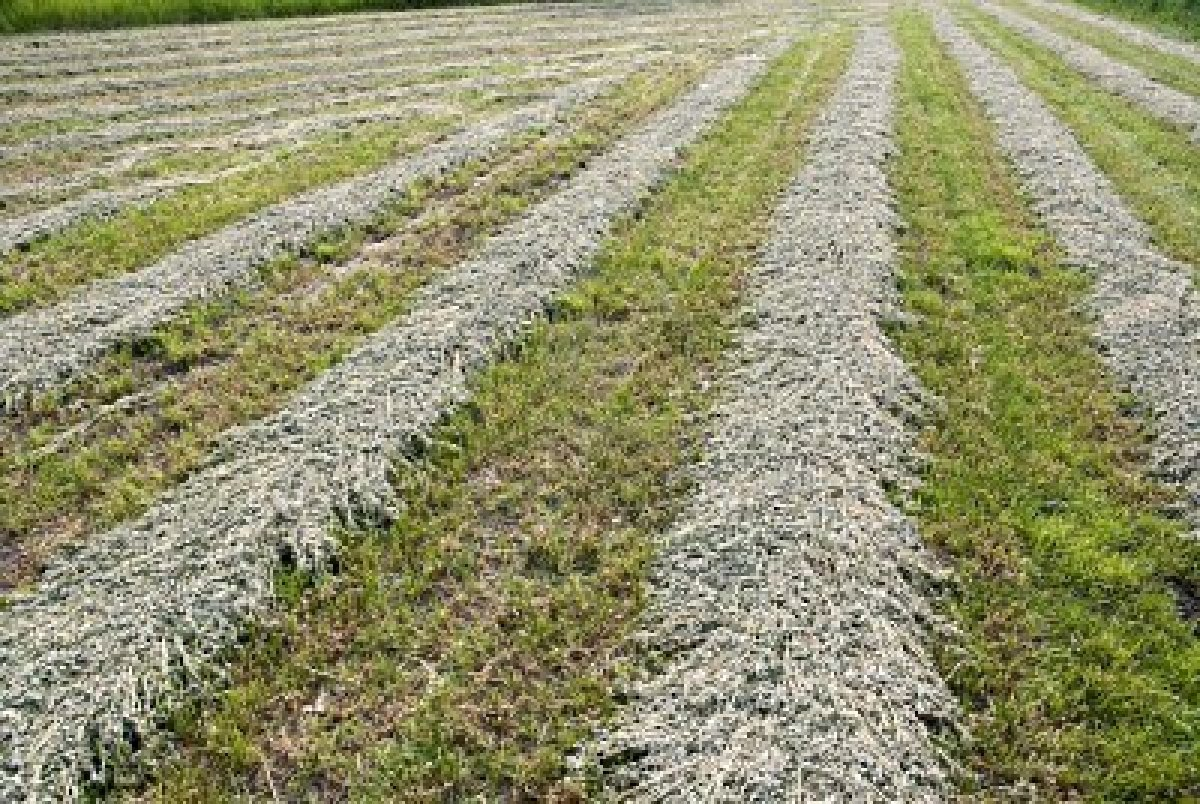
Anbaufläche nach dem Schnitt

## Verwendung
Der Feld-Klee ist eine wertvolle Futterpflanze, die zuweilen angepflanzt wird. Er ist außerdem ein wichtiger Bodenverbesserer, durch Anreicherung magerer Böden mit Stickstoffverbindungen. Er ist eine gute Bienenweide und er kann auch zur Bereicherung unserer Park- und Gartenrasen dienen.